# Néa Pendéli
Néa Pendéli, en grec moderne : Νέα Πεντέλη, est une commune du dème de Pendéli (el), au nord-est d'Athènes, en Grèce. 
Au centre de la localité se trouve la colline du prophète Élie (en grec moderne : λόφος του Προφήτη Ηλία), au sommet de laquelle se trouve la chapelle homonyme. À côté de la chapelle, au pied de la colline, se trouve le terrain de football municipal de Neopendelikos. Le stade a été construit à cet endroit dans les années 1970-1980 après le blocage d'un petit lac (lac Thálossi ou Vourlída) qui existait à cet endroit. 
Selon le recensement de 2011, la population de Néa Pendéli compte 7 198 habitants.